# Liga dos Campeões da CONCACAF de 2013–14
A Liga dos Campeões da CONCACAF de 2013–14 foi a 6ª edição da Liga dos Campeões da CONCACAF em seu formato atual e a 49ª edição incluindo os formatos anteriores. Como campeão, o Cruz Azul representou a CONCACAF na Copa do Mundo de Clubes da FIFA de 2014.

## Equipes classificadas
As seguintes equipes disputaram o torneio.
| Associação                 | Equipe                     | Método de Qualificação                                                                       | Part.                      | Última Part.               |                            |                            |
| América do Norte (9 times) | América do Norte (9 times) | América do Norte (9 times)                                                                   | América do Norte (9 times) | América do Norte (9 times) | América do Norte (9 times) | América do Norte (9 times) |
| -------------------------- | -------------------------- | -------------------------------------------------------------------------------------------- | -------------------------- | -------------------------- | -------------------------- | -------------------------- |
| México 4 vagas             | Tijuana                    | Campeão - Apertura 2012                                                                      | 1ª                         | N/A                        |                            |                            |
| México 4 vagas             | Toluca                     | Vice-campeão - Apertura 2012                                                                 | 3ª                         | 2010–11                    |                            |                            |
| México 4 vagas             | América                    | Campeão - Clausura 2012 ou vice-campeão                                                      | 1ª                         | N/A                        |                            |                            |
| México 4 vagas             | Cruz Azul                  | Vice-campeão - Clausura 2012                                                                 | 4ª                         | 2010–11                    |                            |                            |
| Estados Unidos 4 vagas     | San José Earthquakes       | Campeão - MLS Supporters' Shield 2012                                                        | 1ª                         | N/A                        |                            |                            |
| Estados Unidos 4 vagas     | Los Angeles Galaxy         | Campeão - MLS Cup 2012                                                                       | 4ª                         | 2012–13                    |                            |                            |
| Estados Unidos 4 vagas     | Houston Dynamo             | Vice-campeão - MLS Cup 2012                                                                  | 4ª                         | 2012–13                    |                            |                            |
| Estados Unidos 4 vagas     | Sporting Kansas City       | Campeão - Copa dos Estados Unidos de 2012                                                    | 1ª                         | N/A                        |                            |                            |
| Canadá 1 vaga              | Montreal Impact            | Campeão - Campeonato Canadense de Futebol de 2013                                            | 2ª                         | 2008–09                    |                            |                            |
| América Central (12 times) |                            |                                                                                              |                            |                            |                            |                            |
| Costa Rica 3 vagas†        | Alajuelense                | Campeão - 2012 Invierno                                                                      | 4ª                         | 2012–13                    |                            |                            |
| Costa Rica 3 vagas†        | Herediano                  | Campeão 2013 Verano                                                                          | 4ª                         | 2012–13                    |                            |                            |
| Costa Rica 3 vagas†        | Cartaginés                 | Vice-campeão - 2013 Verano                                                                   | 1ª                         | N/A                        |                            |                            |
| Honduras 2 vagas           | Olimpia                    | Campeão - Apertura 2012 Campeão - Clausura 2013                                              | 6ª                         | 2012–13                    |                            |                            |
| Honduras 2 vagas           | Victoria                   | Não-campeão com o melhor aproveitamento na temporada 2012–13                                 | 1ª                         | N/A                        |                            |                            |
| Guatemala 2 vagas          | Comunicaciones             | Campeão - Apertura 2012                                                                      | 3ª                         | 2011–12                    |                            |                            |
| Guatemala 2 vagas          | Heredia                    | Campeão - Clausura 2013 ou vice-campeão com o melhor resultado agregado na temporada 2012–13 | 1ª                         | N/A                        |                            |                            |
| Panamá 2 vagas             | Árabe Unido                | Campeão - Apertura 2012                                                                      | 3ª                         | 2010–11                    |                            |                            |
| Panamá 2 vagas             | Sporting San Miguelito     | Campeão - Clausura 2013                                                                      | 1ª                         | N/A                        |                            |                            |
| El Salvador 2 vagas        | Isidro Metapán             | Campeão - Apertura 2012                                                                      | 6ª                         | 2012–13                    |                            |                            |
| El Salvador 2 vagas        | Luis Ángel Firpo           | Campeão - Clausura 2013                                                                      | 3ª                         | 2009–10                    |                            |                            |
| Nicarágua 1 vaga           | Real Estelí                | Campeão com melhor pontuação agregada na temporada 2012–13                                   | 4ª                         | 2012–13                    |                            |                            |
| Caribe (3 times)           |                            |                                                                                              |                            |                            |                            |                            |
| Trinidad e Tobago 2 vagas  | W Connection               | Campeão - Grupo 1 do Campeonato de Clubes da CFU de 2013                                     | 3ª                         | 2012–13                    |                            |                            |
| Trinidad e Tobago 2 vagas  | Caledonia AIA              | Vencedor do play-off do Campeonato de Clubes da CFU de 2013                                  | 2ª                         | 2012–13                    |                            |                            |
| Haiti 1 vaga               | Valencia                   | Campeão - Grupo 2 do Campeonato de Clubes da CFU de 2013                                     | 1ª                         | N/A                        |                            |                            |

Notas
- † Belize não tem um estádio que suporte as exigências mínimas da CONCACAF para a Liga dos Campeões, a vaga que normalmente é reservada para Belize foi realocada para a Costa Rica, baseado nos resultados da Liga dos Campeões da CONCACAF de 2012–13.[2]

## Calendário
O calendário da competição é o seguinte:
| Fase           | Fase             | Data do sorteio                              | Partidas de ida           | Partidas de volta         |
| -------------- | ---------------- | -------------------------------------------- | ------------------------- | ------------------------- |
| Fase de grupos | 1ª Rodada        | 3 de junho de 2013 · (Miami, Estados Unidos) | 6–8 de agosto de 2013     | 6–8 de agosto de 2013     |
| Fase de grupos | 2ª Rodada        | 3 de junho de 2013 · (Miami, Estados Unidos) | 20–22 de agosto de 2013   | 20–22 de agosto de 2013   |
| Fase de grupos | 3ª Rodada        | 3 de junho de 2013 · (Miami, Estados Unidos) | 27–29 de agosto de 2013   | 27–29 de agosto de 2013   |
| Fase de grupos | 4ª Rodada        | 3 de junho de 2013 · (Miami, Estados Unidos) | 17–19 de setembro de 2013 | 17–19 de setembro de 2013 |
| Fase de grupos | 5ª Rodada        | 3 de junho de 2013 · (Miami, Estados Unidos) | 24–26 de setembro de 2013 | 24–26 de setembro de 2013 |
| Fase de grupos | 6ª Rodada        | 3 de junho de 2013 · (Miami, Estados Unidos) | 22–24 de outubro de 2013  | 22–24 de outubro de 2013  |
| Fase Final     | Quartas-de-final | 3 de junho de 2013 · (Miami, Estados Unidos) | 10–12 de março de 2014    | 18–20 de março de 2014    |
| Fase Final     | Semifinais       | 3 de junho de 2013 · (Miami, Estados Unidos) | 1–3 de abril de 2014      | 8–10 de abril de 2014     |
| Fase Final     | Finais           | 3 de junho de 2013 · (Miami, Estados Unidos) | 15–17 de abril de 2014    | 22–24 de abril de 2014    |

## Fase de Grupos
O sorteio para a fase de grupos foi realizado em 3 de junho de 2013.

### Grupo 1
| Equipe         | P | J | V | E | D | GP | GC | SG |
| -------------- | - | - | - | - | - | -- | -- | -- |
| Árabe Unido    | 9 | 4 | 3 | 0 | 1 | 7  | 3  | +4 |
| Houston Dynamo | 7 | 4 | 2 | 1 | 1 | 4  | 2  | +2 |
| W Connection   | 1 | 4 | 0 | 1 | 2 | 1  | 7  | –6 |

|                | ARA | HOU | WCO |
| -------------- | --- | --- | --- |
| Árabe Unido    | –   | 1–0 | 3–1 |
| Houston Dynamo | 2–1 | –   | 2–0 |
| W Connection   | 0–2 | 0–0 | –   |

### Grupo 2
| Equipe               | P | J | V | E | D | GP | GC | SG |
| -------------------- | - | - | - | - | - | -- | -- | -- |
| Sporting Kansas City | 8 | 4 | 2 | 2 | 0 | 5  | 1  | +4 |
| Olimpia              | 7 | 4 | 2 | 1 | 1 | 2  | 2  | 0  |
| Real Estelí          | 1 | 4 | 0 | 1 | 3 | 1  | 5  | –4 |

|                      | OLI | SKC | EST |
| -------------------- | --- | --- | --- |
| Olimpia              | –   | 0–2 | 1–0 |
| Sporting Kansas City | 0–0 | –   | 1–1 |
| Real Estelí          | 0–1 | 0–2 | –   |

### Grupo 3
| Equipe    | P  | J | V | E | D | GP | GC | SG  |
| --------- | -- | - | - | - | - | -- | -- | --- |
| Cruz Azul | 12 | 4 | 4 | 0 | 0 | 10 | 2  | +8  |
| Herediano | 6  | 4 | 2 | 0 | 2 | 11 | 8  | +3  |
| Valencia  | 0  | 4 | 0 | 0 | 4 | 4  | 15 | –11 |

|           | HER | CA  | VAL |
| --------- | --- | --- | --- |
| Herediano | –   | 1–2 | 4–2 |
| Cruz Azul | 3–0 | –   | 3–0 |
| Valencia  | 1–6 | 1–2 | –   |

### Grupo 4
| Equipe                 | P | J | V | E | D | GP | GC | SG |
| ---------------------- | - | - | - | - | - | -- | -- | -- |
| Alajuelense            | 9 | 4 | 3 | 0 | 1 | 4  | 1  | +3 |
| América                | 6 | 4 | 2 | 0 | 2 | 4  | 2  | +2 |
| Sporting San Miguelito | 3 | 4 | 1 | 0 | 3 | 1  | 6  | –5 |

|                        | AME | ALA | SSM |
| ---------------------- | --- | --- | --- |
| América                | –   | 0–1 | 3–0 |
| Alajuelense            | 1–0 | –   | 2–0 |
| Sporting San Miguelito | 0–1 | 1–0 | –   |

### Grupo 5
| Equipe               | P | J | V | E | D | GP | GC | SG |
| -------------------- | - | - | - | - | - | -- | -- | -- |
| San José Earthquakes | 6 | 4 | 2 | 0 | 2 | 4  | 2  | +2 |
| Montreal Impact      | 6 | 4 | 2 | 0 | 2 | 3  | 4  | –1 |
| Heredia              | 6 | 4 | 2 | 0 | 2 | 3  | 1  | +2 |

|                      | SJ  | MTL | HER |
| -------------------- | --- | --- | --- |
| San José Earthquakes | –   | 3–0 | 1–0 |
| Montreal Impact      | 1–0 | –   | 2–0 |
| Heredia              | 1–0 | 1–0 | –   |

### Grupo 6
| Equipe         | P  | J | V | E | D | GP | GC | SG  |
| -------------- | -- | - | - | - | - | -- | -- | --- |
| Toluca         | 12 | 4 | 4 | 0 | 0 | 15 | 4  | +11 |
| Comunicaciones | 6  | 4 | 2 | 0 | 2 | 7  | 7  | 0   |
| Caledonia AIA  | 0  | 4 | 0 | 0 | 4 | 2  | 13 | –11 |

|                | COM | TOL | CAL |
| -------------- | --- | --- | --- |
| Comunicaciones | –   | 1–2 | 2–0 |
| Toluca         | 5–1 | –   | 3–1 |
| Caledonia AIA  | 0–3 | 1–5 | –   |

### Grupo 7
| Equipe           | P  | J | V | E | D | GP | GC | SG  |
| ---------------- | -- | - | - | - | - | -- | -- | --- |
| Tijuana          | 10 | 4 | 3 | 1 | 0 | 10 | 2  | +8  |
| Luis Ángel Firpo | 7  | 4 | 2 | 1 | 1 | 6  | 3  | +3  |
| Victoria         | 0  | 4 | 0 | 0 | 4 | 4  | 15 | –11 |

|                  | TIJ | VIC | FIR |
| ---------------- | --- | --- | --- |
| Tijuana          | –   | 6–0 | 1–0 |
| Victoria         | 2–3 | –   | 1–4 |
| Luis Ángel Firpo | 0–0 | 2–1 | –   |

### Grupo 8
| Equipe             | P | J | V | E | D | GP | GC | SG |
| ------------------ | - | - | - | - | - | -- | -- | -- |
| Los Angeles Galaxy | 9 | 4 | 3 | 0 | 1 | 6  | 4  | +2 |
| Isidro Metapán     | 4 | 4 | 1 | 1 | 2 | 6  | 5  | +1 |
| Cartaginés         | 4 | 4 | 1 | 1 | 2 | 4  | 7  | –3 |

|                    | LA  | MET | CAR |
| ------------------ | --- | --- | --- |
| Los Angeles Galaxy | –   | 1–0 | 2–0 |
| Isidro Metapán     | 4–0 | –   | 2–4 |
| Cartaginés         | 0–3 | 0–0 | –   |

## Fase Final

### Chaveamento
O chaveamento para a fase final é determinado pela classificação na fase de grupos. Os cruzamentos ocorrem da seguinte forma: 1º vs. 8º, 2º vs. 7º, 3º vs. 6º, 4º vs. 5º.
| Chave | Equipe               | P  | J | V | E | D | GP | GC | SG  |
| ----- | -------------------- | -- | - | - | - | - | -- | -- | --- |
| 1     | Toluca               | 12 | 4 | 4 | 0 | 0 | 15 | 4  | +11 |
| 2     | Cruz Azul            | 12 | 4 | 4 | 0 | 0 | 10 | 2  | +8  |
| 3     | Tijuana              | 10 | 4 | 3 | 1 | 0 | 10 | 2  | +8  |
| 4     | Árabe Unido          | 9  | 4 | 3 | 0 | 1 | 7  | 3  | +3  |
| 5     | Alajuelense          | 9  | 4 | 3 | 0 | 1 | 4  | 1  | +3  |
| 6     | Los Angeles Galaxy   | 9  | 4 | 3 | 0 | 1 | 6  | 4  | +2  |
| 7     | Sporting Kansas City | 8  | 4 | 2 | 2 | 0 | 5  | 1  | +4  |
| 8     | San José Earthquakes | 6  | 4 | 2 | 0 | 2 | 4  | 2  | +2  |

### Esquema
|  | Quartas-de-final     | Quartas-de-final | Quartas-de-final | Quartas-de-final |   |             | Semifinais | Semifinais | Semifinais | Semifinais |  |                | Final | Final | Final | Final |  |  |
|  |                      |                  |                  |                  |   |             |            |            |            |            |  |                |       |       |       |       |  |  |
|  |                      |                  |                  |                  |   |             |            |            |            |            |  |                |       |       |       |       |  |  |
|  | Los Angeles Galaxy   | 1                | 2                | 3                |   |             |            |            |            |            |  |                |       |       |       |       |  |  |
|  | Tijuana              | 0                | 4                | 4                |   |             |            |            |            |            |  |                |       |       |       |       |  |  |
|  | Tijuana              | 0                | 4                | 4                |   | Tijuana     | 1          | 0          | 1          |            |  |                |       |       |       |       |  |  |
|  |                      |                  |                  |                  |   | Tijuana     | 1          | 0          | 1          |            |  |                |       |       |       |       |  |  |
|  |                      | Cruz Azul        | 0                | 2                | 2 |             |            |            |            |            |  |                |       |       |       |       |  |  |
|  | Sporting Kansas City | Cruz Azul        | 0                | 2                | 2 | 1           | 1          | 2          |            |            |  |                |       |       |       |       |  |  |
|  | Sporting Kansas City |                  |                  |                  |   | 1           | 1          | 2          |            |            |  |                |       |       |       |       |  |  |
|  | Cruz Azul            | 0                | 5                | 5                |   |             |            |            |            |            |  |                |       |       |       |       |  |  |
|  | Cruz Azul            | 0                | 5                | 5                |   |             |            |            |            |            |  | Cruz Azul (gf) | 0     | 1     | 1     |       |  |  |
|  |                      |                  |                  |                  |   |             |            |            |            |            |  | Cruz Azul (gf) | 0     | 1     | 1     |       |  |  |
|  |                      | Toluca           | 0                | 1                | 1 |             |            |            |            |            |  |                |       |       |       |       |  |  |
|  | Alajuelense          | Toluca           | 0                | 1                | 1 | 0           | 2          | 2          |            |            |  |                |       |       |       |       |  |  |
|  | Alajuelense          |                  |                  |                  |   | 0           | 2          | 2          |            |            |  |                |       |       |       |       |  |  |
|  | Árabe Unido          | 0                | 0                | 0                |   |             |            |            |            |            |  |                |       |       |       |       |  |  |
|  | Árabe Unido          | 0                | 0                | 0                |   | Alajuelense | 0          | 0          | 0          |            |  |                |       |       |       |       |  |  |
|  |                      |                  |                  |                  |   | Alajuelense | 0          | 0          | 0          |            |  |                |       |       |       |       |  |  |
|  |                      | Toluca           | 1                | 2                | 3 |             |            |            |            |            |  |                |       |       |       |       |  |  |
|  | San José Earthquakes | Toluca           | 1                | 2                | 3 | 1           | 1          | 2 (4)      |            |            |  |                |       |       |       |       |  |  |
|  | San José Earthquakes |                  |                  |                  |   | 1           | 1          | 2 (4)      |            |            |  |                |       |       |       |       |  |  |
|  | Toluca (pen.)        | 1                | 1                | 2 (5)            |   |             |            |            |            |            |  |                |       |       |       |       |  |  |

### Quartas-de-final
| Equipe 1             | Total          | Equipe 2    | 1.º jogo | 2.º jogo |
| -------------------- | -------------- | ----------- | -------- | -------- |
| San José Earthquakes | 2–2 (4–5 pen.) | Toluca      | 1–1      | 1–1      |
| Sporting Kansas City | 2–5            | Cruz Azul   | 1–0      | 1–5      |
| Los Angeles Galaxy   | 3–4            | Tijuana     | 1–0      | 2–4      |
| Alajuelense          | 2–0            | Árabe Unido | 0–0      | 2–0      |

### Semifinais
| Equipe 1    | Total | Equipe 2  | 1.º jogo | 2.º jogo |
| ----------- | ----- | --------- | -------- | -------- |
| Alajuelense | 0–3   | Toluca    | 0–1      | 0–2      |
| Tijuana     | 1–2   | Cruz Azul | 1–0      | 0–2      |

### Finais
| Equipe 1  | Total    | Equipe 2 | 1.º jogo | 2.º jogo |
| --------- | -------- | -------- | -------- | -------- |
| Cruz Azul | 1–1 (gf) | Toluca   | 0–0      | 1–1      |

## Premiação
| Liga dos Campeões da CONCACAF de 2013–14 |
| México                                   |
| ---------------------------------------- |
| Cruz Azul Campeão (6º título)            |

### Individuais
| Prêmio         | Jogador          | Equipe             |
| -------------- | ---------------- | ------------------ |
| Melhor jogador | Mariano Pavone   | Cruz Azul          |
| Artilheiro     | Raúl Nava        | Toluca             |
| Melhor goleiro | Alfredo Talavera | Toluca             |
| Fair Play      | —                | Los Angeles Galaxy |